# ベイ郡 (ミシガン州)
ベイ郡（英: Bay County）は、アメリカ合衆国ミシガン州の郡である。人口は10万3856人（2020年）。郡庁所在地はベイシティであり、同郡で人口最大の都市である。
ベイ郡はベイシティ都市圏に属している。

## 歴史

### 19世紀
ベイ郡は1857年にミッドランド郡、サギノー郡、アレナク郡の一部を合わせて設立された。当時は人口も僅かだったために、アレナク郡政府も未組織だったので、管理上の目的でサギノー郡に付設された。サギノー郡とミッドランド郡の選出役人からはバー郡の創設にかなりの反対があった。1854年、州議会に提出されたベイ郡創設法案は賛成少数で否決されていた。
1857年、新たな法案が議会に提出された。サギノー郡とミッドランド郡の代議員から反対意見が出た後、判断を「当該郡」の有権者に委ねるという妥協案が示され、1857年2月17日に議会を通過した。この案件はサギノー郡とミッドランド郡の有権者全員の審判に委ねられ、完全に否決された。しかし、ベイ郡として提案されていた領域の住民は提案を承認した。議会を通過した法案は、ベイシティの弁護士チェスター・H・フリーマンが念入りに挿入した言葉があり、ベイ郡が批准を主張できることになっていた。この法の下で、ベイ郡創設は1857年4月20日に効力を発揮した。
ベイ郡住人は1857年6月に郡役員を選ぶ選挙を行った。しかし、サギノー郡が新しい郡政府の組織を承認しようとはしなかった。1858年冬、フリーマンがベイ郡の組織を確認する法案を議会に通した。しかしこの法案に対しては州知事が拒否権を行使した。この件はミシガン州最高裁判所で審議され、その1858年5月の判断で落着した。この訴訟では被告がサギノー郡裁判所で審問されたが、想定される違反はベイ郡で起きており、サギノー郡裁判所の管轄権にはないと主張して、訴訟の取り消しを求めた。フリーマンが被告側に立ち、論述を準備したが、病気のために出廷できなくなった。フリーマンの妻の要請によってウィリアム・M・フェントン大佐がミシガン州最高裁判所で弁論を行い、ベイ郡は十分に組織化された郡であると宣言されることとなった。

### 20世紀
1978年、ベイ郡は郡執行役形式の政府を採用した。これはオークランド郡に次いで州内では2番目だった。1973年の法第139では、指名された郡マネジャーあるいは選出された郡執行役の下に郡政府を統合する形態を選択肢として認めていた。郡執行役が居る場合、郡政府の全ての部門はそれぞれ選挙で選ばれた役人が長となるのではなく、郡執行役の指示に従うこととなる。また郡政委員会が可決した動議や決議に対して拒否権を発動することもできる。
この形態の政府を採用してからベイ郡には3代の郡執行役が就任した。現在の執行役トマス・ヒックナーは1993年に就任したので、20年間近く務めていることになる。

## 地理
アメリカ合衆国国勢調査局に拠れば、郡域全面積は630.91平方マイル (1,634.0 km2)であり、このうち陸地444.25平方マイル (1,150.6 km2)、水域は186.66平方マイル (483.4 km2)で水域率は29.59%である。
- サギノー川がベイシティを流れている。コーコーリン川が郡中部の大半から排水している。ピンコニン川とサガニン・クリークが郡北部から排水している。ヒューロン湖のサギノー湾が東方にあり、郡の名前もこれから採られた。

- 州間高速道路75号線とアメリカ国道23号線が郡内では道路を共有しており、南北の幹線である。ベイシティの北では、ミシガン州道13号線が数マイル東を並行して走っている。アメリカ国道10号線は東の終点がベイシティにある。州道25号線が東から、15号線が南東から、84号線が南西からベイシティに入ってきて市の内外で終端となっている。
- 郡はフリント/トリシティーズ地域に属している。また大トリシティーズ地域を形成している

### 主要高規格道路
- 州間高速道路75号線
- 州間高速道路75号線産業道路、ベイシティへの環状線
- アメリカ国道10号線
- アメリカ国道23号線
- ミシガン州道13号線
- ミシガン州道13号線接続線
- ミシガン州道15号線
- ミシガン州道25号線
- ミシガン州道47号線
- ミシガン州道61号線
- ミシガン州道84号線
- ミシガン州道138号線
- ミシガン州道247号線

### 隣接する郡

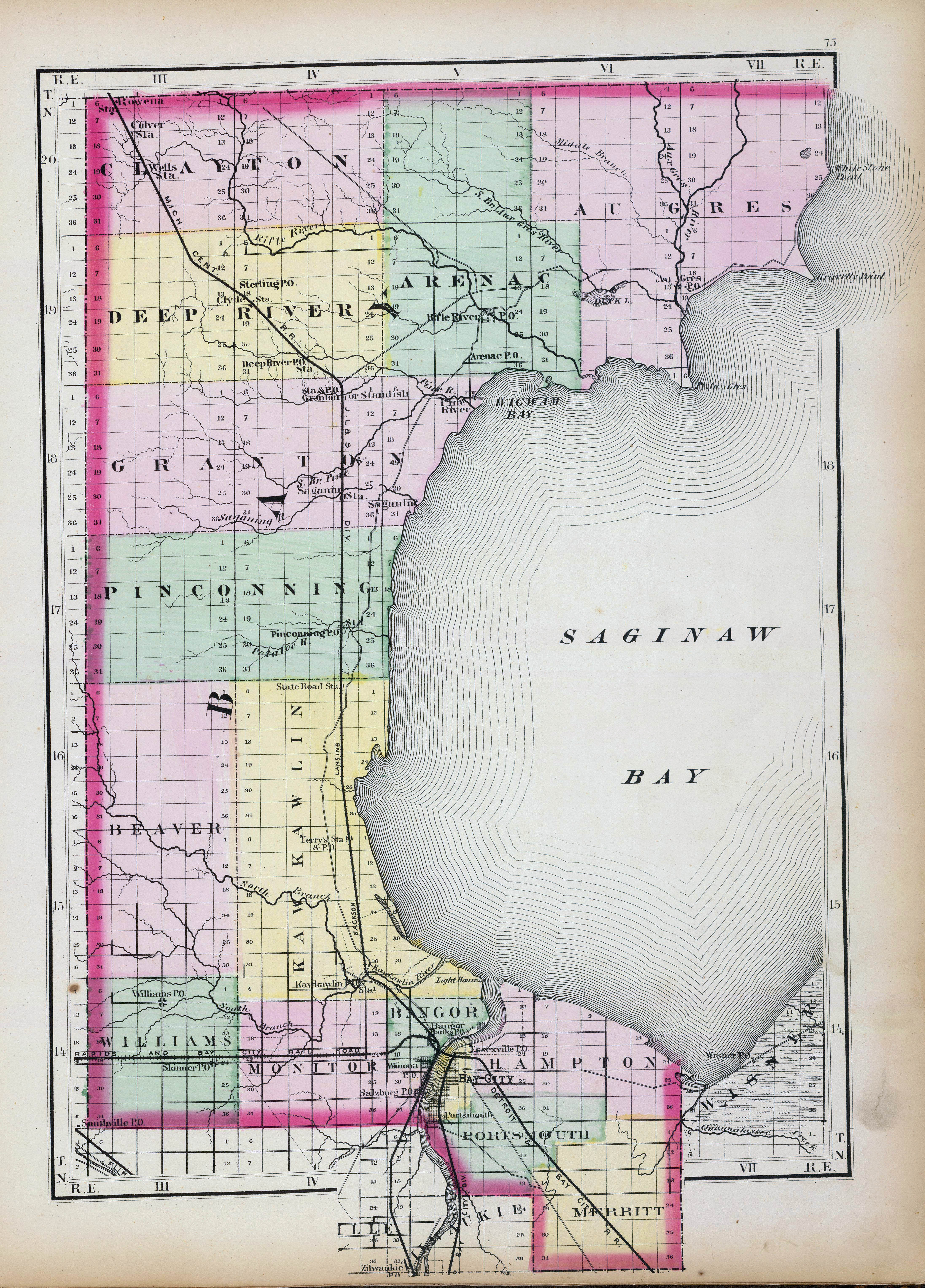
1873年のベイ郡図、10年後にアレナク郡がこの地図の北部にある郡区から組織化された

| - アレナク郡 - 北 - グラッドウィン郡 - 北西 - タスコラ郡 - 南東 - ミッドランド郡 - 西 - サギノー郡 - 南 |                  |            |  |  |
| | グラッドウィン郡 | アレナク郡 |  |  |
| ミッドランド郡                                                                                          | 北               | サギノー湾 |  |  |
| ミッドランド郡                                                                                          | ベイ郡           | サギノー湾 |  |  |
| ミッドランド郡                                                                                          | 南               | サギノー湾 |  |  |
| | サギノー郡       | タスコラ郡 |  |  |

## 人口動態
以下は2010年の国勢調査による人口統計データである。
| 基礎データ - 人口: 107,771人 - 世帯数: 44,603 世帯 - 家族数: 29,116 家族 - 人口密度: 94人/km2（244人/mi2） - 住居数: 48,220軒 - 住居密度: 42軒/km2（109軒/mi2） 人種別人口構成 - 白人: 91.2% - アフリカン・アメリカン: 1.5% - ネイティブ・アメリカン: 0.4% - アジア人: 0.5% - その他の人種: 0.1% - 混血: 1.6% - ヒスパニック・ラテン系: 4.7% 年齢別人口構成 - 18歳未満: 22.2% - 18-24歳: 8.5% - 25-44歳: 23.6% - 45-64歳: 29.5% - 65歳以上: 16.2% - 年齢の中央値: 42歳 - 性比（女性100人あたり男性の人口） - 総人口: 95.9 - 18歳以上: 93.0 | 世帯と家族（対世帯数） - 18歳未満の子供がいる: 28.5% - 結婚・同居している夫婦: 48.6% - 未婚・離婚・死別女性が世帯主: 11.8% - 非家族世帯: 34.7% - 単身世帯: 29.3% - 平均構成人数 - 世帯: 2.38人 - 家族: 2.92人 収入と家計 - 収入の中央値 - 世帯: 45,451米ドル - 家族: 52,784米ドル - 性別 - 男性: 31,035米ドル - 女性: 18,294米ドル - 人口1人あたり収入: 22,378米ドル - 貧困線以下 - 対人口: 16.2% - 対家族数: 11.2% - 18歳未満: 23.7% - 65歳以上: 7.0% |

## 郡政府
郡政府は郡監獄の運営、地方道の維持、地方裁判所の運営、権利譲渡と抵当権設定記録など重要記録の維持、公衆衛生規制の管理、福祉など社会サービスの項目で州の施策への参加を行う。郡政委員会は予算を管理するが、法や条例を作るのは限定付き権限である。ミシガン州では、警察と消防、建設と区画割、税評価、街路維持など地方政府の大半機能は個々の都市と郡区の責任である。

## 郡区
ベイ郡は下記14の郡区に分割されている。

| - バンゴー・チャーター - ビーバー - フランケンラスト - フレーザー | - ガーフィールド - ギブソン - ハンプトン・チャーター - コーコーリン | - メリット - モニター・チャーター - マウントフォレスト - ピンコニン | - ポーツマス・チャーター - ウィリアムズ・チャーター |

## 都市と町
| 都市 - ベイシティ - 郡庁所在地 - オーバーン - エセックスビル - ピンコニン - ミッドランド（部分） | 村 - なし | 未編入の町 - ベントレー - クランプ - デュエル - コーコーリン - リンウッド | - マウントフォレスト - マンガー - ウィラード - ユニバーシティセンター |

## 宗教
ベイ郡はローマ・カトリック教会サギノー教区に属している。